# Ruppersdorf/O.L.
Ruppersdorf/O.L. ist ein Ortsteil der Stadt Herrnhut im Landkreis Görlitz in der Oberlausitz (O.L.) im Südosten Sachsens.

## Geografie und Verkehr
Der sechs Kilometer lange Ortsteil Ruppersdorf liegt im südlichen Teil des Landkreises Görlitz. Er liegt etwa 2,5 Kilometer südwestlich von Herrnhut in der Östlichen Oberlausitz (Naturraum). Die Staatsstraße 144 führt von Herrnhut nach Oderwitz durch das Gemeindegebiet. In der Gemeinde befand sich ein Haltepunkt an der mittlerweile stillgelegten Bahnstrecke Zittau–Löbau. Durch den Ort fließt das Ruppersdorfer Wasser (Ruppersdorfer Bach). Dieses entspringt in zwei Quellarmen unweit der Kottmarhäuser in 440 m ü. NHN. Davon geringfügig bachabwärts wird das Wasser für die 1928 erbaute, jetzt nicht mehr genutzte, Trinkwasserleitung Ruppersdorfs gesammelt. Bis zur Einmündung in den Petersbach überwindet der Wasserlauf ein Gefälle von 155 Metern. Der Ortsmittelpunkt (Kirche) liegt 318 m ü. NHN.

## Geschichte

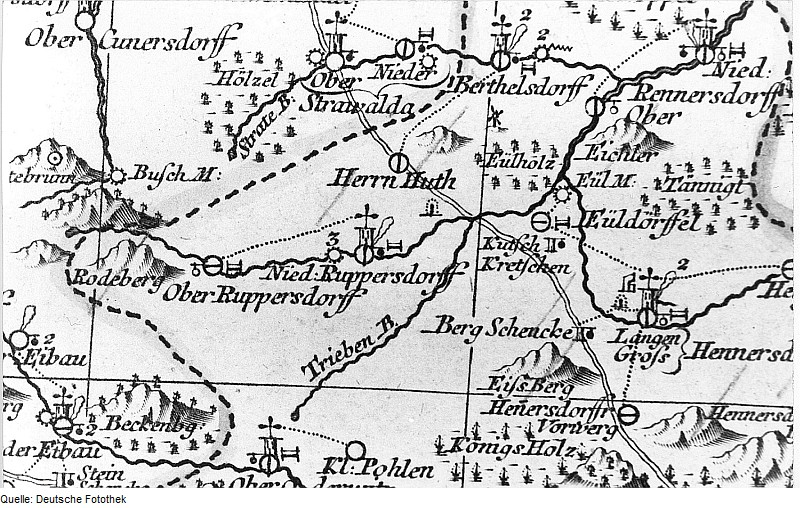
Oberlausitzkarte 1759

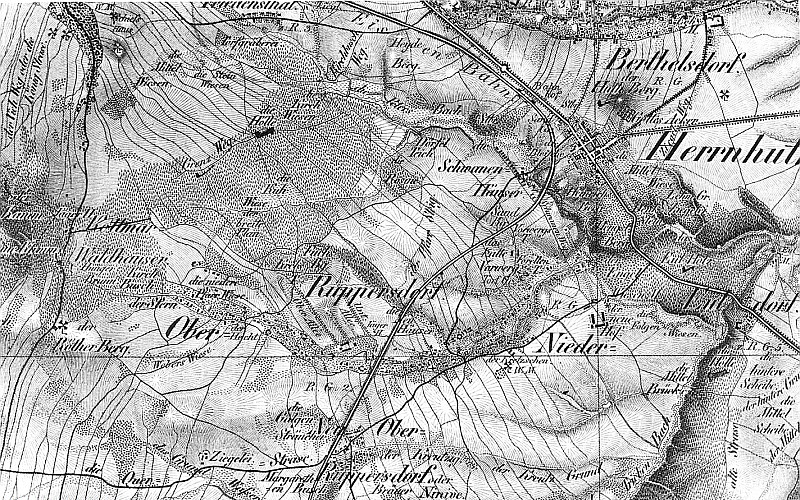
Karte von 1844–46

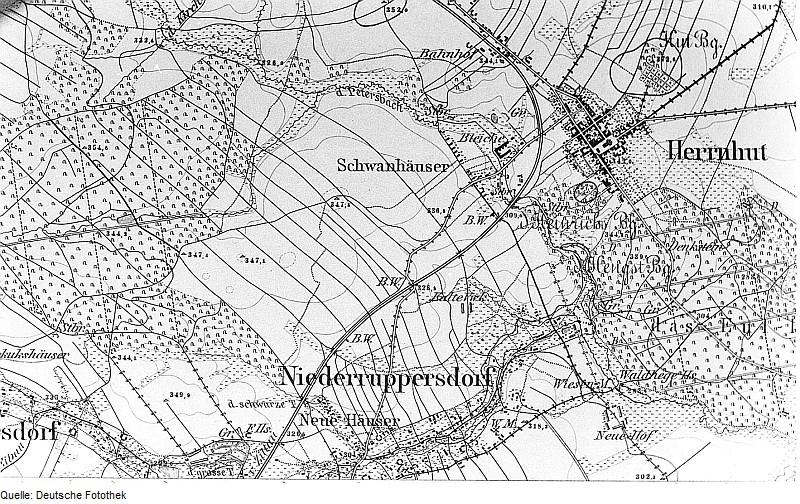
Kartenausschnitt von 1884

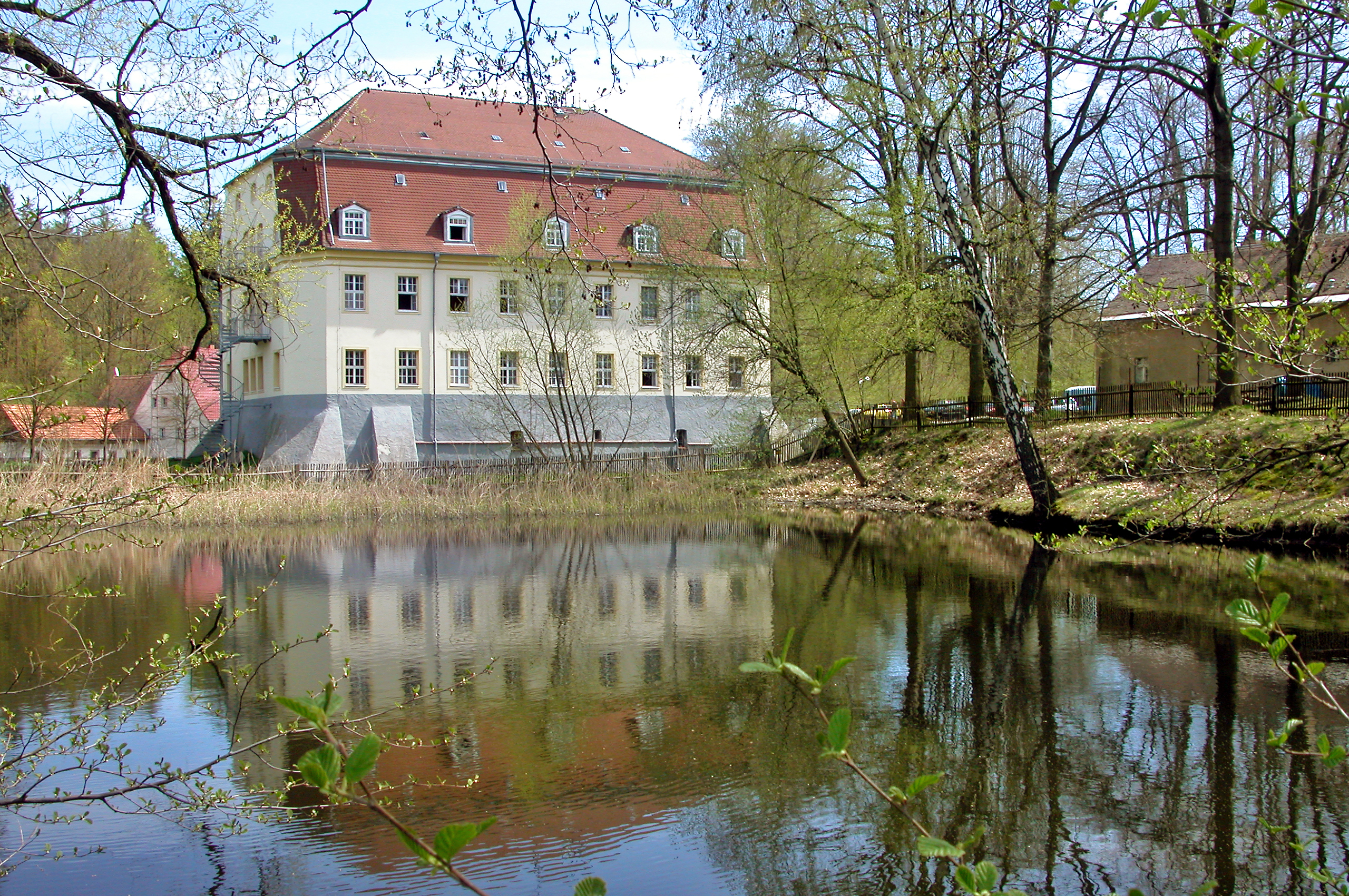
Wasserschloss Niederruppersdorf

### Mittelalter
Erstmals wurde der Ort Ruppersdorf 1320 als Ruperti villa erwähnt. Der Name bedeutet Dorf eines Ruotberht beziehungsweise Ruotbreht (Ruppert). Der Ortsname wandelte sich von 1355: Ruprechtisdorf über 1363: Rupertiuilla, Ruprichstorf, 1416: Ruprechtsdorff, Ruperti villa, 1426: Ruperßdorff, 1485: Rupperßdorff, 1543: Ruppersdorff zu 1791: Ruppersdorf. Im Jahr 1875 wurde zwischen Nieder- und Oberruppersdorf unterschieden. In einer Urkunde vom 15. Mai 1324 wird ebenfalls der Ort erwähnt, diese liegt im Staatlichen Zentralarchiv Prag (aus REGESTA BOHEMIAE ET MORAVIAE von Josephi Emmler Pragae 1890, Seite 385, Nr. 987).

### Neuzeit
Die beiden Rittergüter Ober- und Niederruppersdorf waren von 1540 bis 1830 im Besitz der Familie von Nostitz.
Die Landgemeinde Ruppersdorf wurde 1930 aus Ober- und Niederruppersdorf gebildet. Die ursprünglich eigenständige Gemeinde Ruppersdorf, ein Waldhufendorf aus den ehemaligen Ortsteilen Schwan (-häuser) und Ninive (Neu-Oberruppersdorf), wurde 1994 ein Ortsteil von Herrnhut.
Am Ruppersdorfer Wasser lagen früher eine Reihe von Wassermühlen und Sägewerke. Der Mahlbetrieb der Hempelmühle (Untere Dorfstraße 19) wurde im Jahr 1958, die dazugehörige Bäckerei 1971 stillgelegt. Die Elßnermühle mit unterschlächtigem Mühlrad (Großhennersdorfer Straße 30) und die Schlossmühle (nahe dem Schloss Niederruppersdorf) arbeiteten früher als Sägewerk. Das Ruppersdorfer Wasser und der Petersbach traten des Öfteren über die Ufer. So wurden am 14. Juni 1880 große Schäden durch ein Hochwasser angerichtet. Dabei wurden sieben Gebäude zerstört und 41 beschädigt, sieben Personen ertranken und 106 verloren ihr Obdach. Weitere Überschwemmungen sind für die Jahre 1883, 1887 sowie von 1897 bis 1900 belegt. Auch 1966, 2010 und 2013 wurde Ruppersdorf von einem großen Hochwasser heimgesucht.
Nach der Einführung offizieller Straßennamen im Jahr 1982 entfiel die alte Trennung in Niederruppersdorf (seine Häuser hatten den Buchstaben A) und Oberruppersdorf (mit dem Buchstaben B).
Verwaltungszugehörigkeit:
1777: Görlitzer Kreis, 1843: Landgerichtsbezirk Löbau, 1856: Gerichtsamt Herrnhut, 1875: Amtshauptmannschaft Löbau, 1952: Kreis Löbau, 1994: Landkreis Löbau-Zittau, 2008: Landkreis Görlitz

### Einwohnerentwicklung

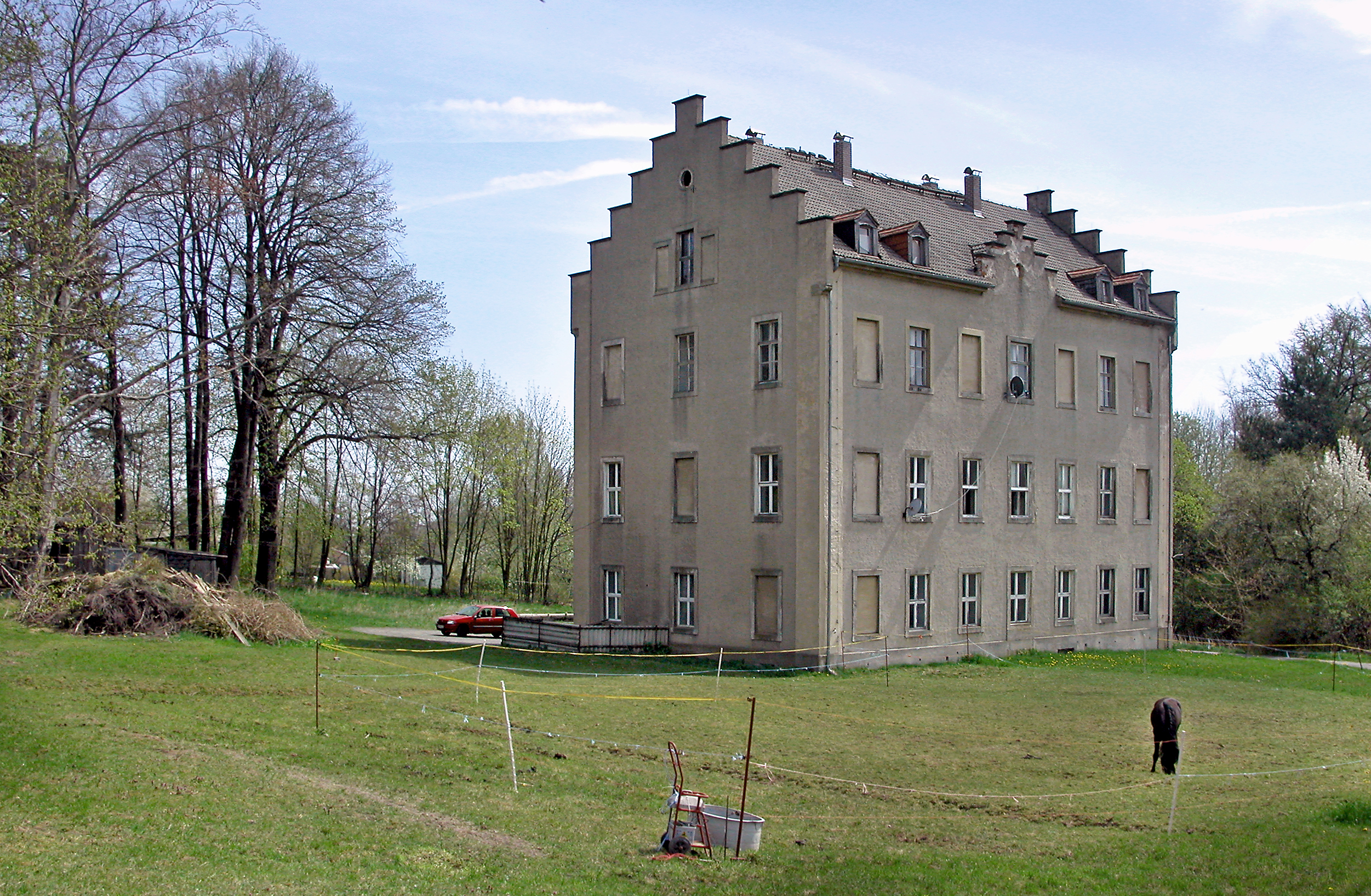
Schloss Oberruppersdorf

| Jahr | Einwohner                                                       | Einwohner                                                      | Einwohner   |
|      | Niederruppersdorf                                               | Oberruppersdorf                                                | Ruppersdorf |
| 1777 | 13 besessene Mann, 31 Gärtner, 42 Häusler, 2 wüste Wirtschaften | 8 besessene Mann, 29 Gärtner, 16 Häusler, 3 wüste Wirtschaften | -           |
| 1834 | 939                                                             | 793                                                            | -           |
| 1855 | 1.064                                                           | 912                                                            | -           |
| 1871 | 1.186                                                           | 945                                                            | -           |
| 1890 | 1.213                                                           | 856                                                            | -           |
| 1910 | 1.201                                                           | 740                                                            | -           |
| 1925 | 1.194                                                           | 780                                                            | -           |
| 1930 | zu Ruppersdorf                                                  | zu Ruppersdorf                                                 | -           |
| 1939 | -                                                               | -                                                              | 1.860       |
| 1946 | -                                                               | -                                                              | 2.186       |

## Kultur und Sehenswürdigkeiten

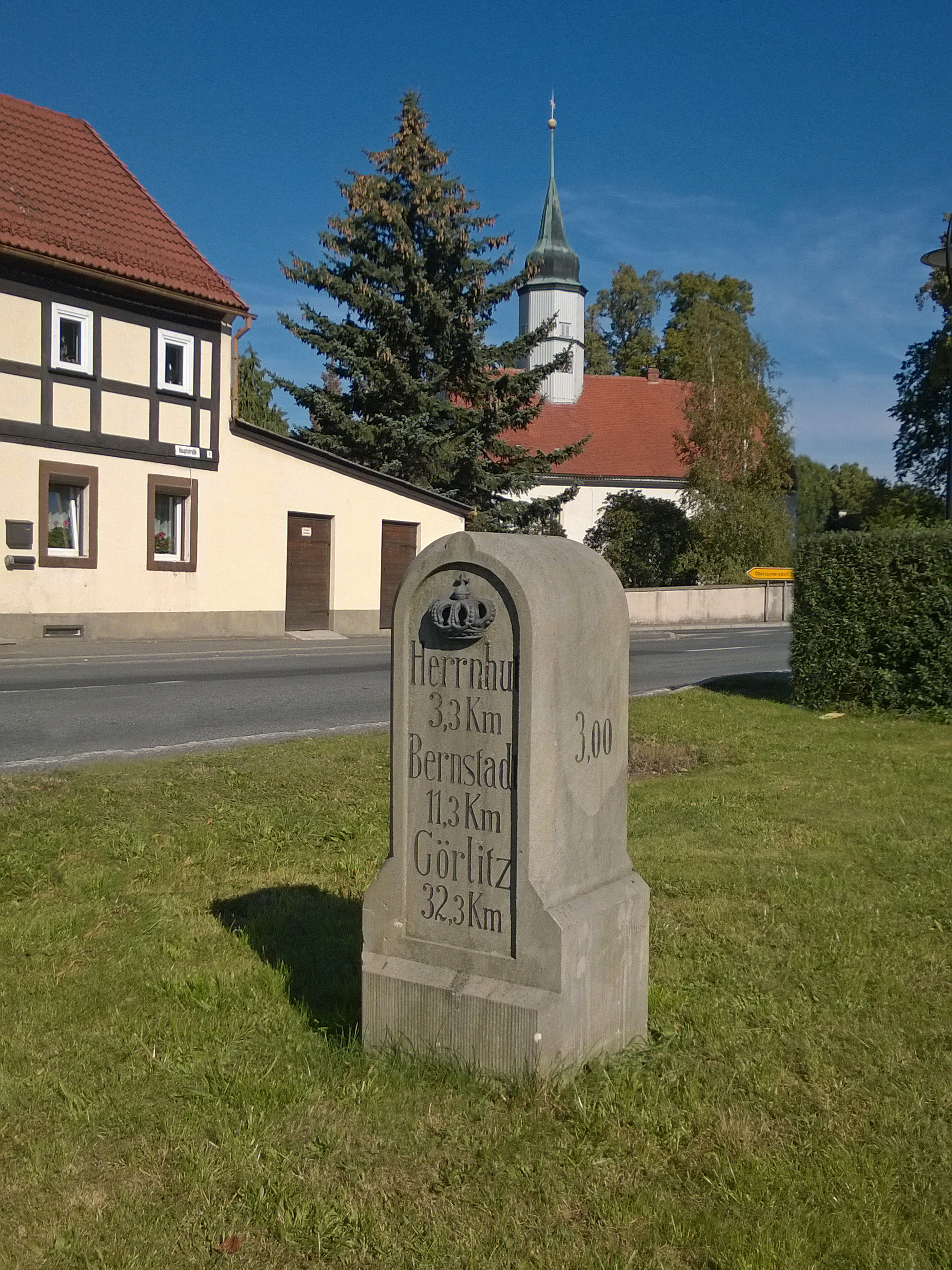
Kirche und königl.-sächs. Meilenstein

- Kirche Ruppersdorf (in Niederruppersdorf) mit dem ältesten Geläut der Oberlausitz
- Schloss Niederruppersdorf (ehemaliges Wasserschloss) mit Schlossteich, 1752 von Johann Andreas Hünigen erbaut
- Schloss Oberruppersdorf
- zahlreiche Umgebindehäuser
- Eisenbahnviadukt

## Söhne und Töchter
- Max von Saurma (1836–1909), schlesischer Gutsbesitzer und Mitglied des Preußischen Herrenhauses